# Liste der Baudenkmale in Dorstadt
In der Liste der Baudenkmale in Dorstadt sind die Baudenkmale der niedersächsischen Gemeinde Dorstadt und ihrer Ortsteile aufgelistet. Der Stand der Liste ist der 4. Februar 2021. Die Quelle der Baudenkmale ist der niedersächsische Denkmalatlas.

## Allgemein
In den Spalten befinden sich folgende Informationen:
- Lage: die Adresse des Baudenkmales und die geographischen Koordinaten. Kartenansicht, um Koordinaten zu setzen. In der Kartenansicht sind Baudenkmale ohne Koordinaten mit einem roten Marker dargestellt und können in der Karte gesetzt werden. Baudenkmale ohne Bild sind mit einem blauen Marker gekennzeichnet, Baudenkmale mit Bild mit einem grünen Marker.
- Bezeichnung: Bezeichnung des Baudenkmales
- Beschreibung: die Beschreibung des Baudenkmales. Unter § 3 Abs. 2 NDSchG werden Einzeldenkmale und unter § 3 Abs. 3 NDSchG Gruppen baulicher Anlagen und deren Bestandteile ausgewiesen.
- ID: die Objekt-ID des Baudenkmales
- Bild: ein Bild des Baudenkmales, ggf. zusätzlich mit einem Link zu weiteren Fotos des Baudenkmals im Medienarchiv Wikimedia Commons. Wenn man auf das Kamerasymbol klickt, können Fotos zu Baudenkmalen aus dieser Liste hochgeladen werden:

## Dorstadt

### Gruppe: Gut Dorstadt
Die Gruppe „Gut Dorstadt“ hat die ID 33966733.

| Lage                                      | Bezeichnung        | Beschreibung                | ID       | Bild           |
| ----------------------------------------- | ------------------ | --------------------------- | -------- | -------------- |
| Klosterhof 1 52° 5′ 58″ N, 10° 33′ 54″ O  | Wirtschaftsgebäude |                             | 34089136 | BW             |
| Klosterhof 52° 5′ 57″ N, 10° 33′ 53″ O    | Tor                |                             | 34089061 |                |
| Klosterhof 1 52° 5′ 57″ N, 10° 33′ 59″ O  | Scheune            |                             | 34088985 | BW             |
| Klosterhof 1 52° 5′ 56″ N, 10° 33′ 58″ O  | Nebengebäude       |                             | 34089036 | BW             |
| Klosterhof 1 52° 5′ 56″ N, 10° 33′ 57″ O  | Wirtschaftsgebäude |                             | 34088960 | BW             |
| Klosterhof 52° 5′ 55″ N, 10° 34′ 1″ O     | Wirtschaftsgebäude |                             | 34088935 | BW             |
| Klosterhof 52° 5′ 52″ N, 10° 34′ 2″ O     | Nebengebäude       |                             | 34088887 | BW             |
| Klosterhof 3 52° 5′ 53″ N, 10° 33′ 58″ O  | Herrenhaus         |                             | 34089186 |                |
| Klosterhof 52° 5′ 52″ N, 10° 33′ 56″ O    | Kloster            | Ehemaliges Kloster Dorstadt | 34089211 | Weitere Bilder |
| Klosterhof 2 52° 5′ 54″ N, 10° 33′ 53″ O  | Wirtschaftsgebäude |                             | 34089161 | BW             |
| Harzstraße 12 52° 5′ 56″ N, 10° 33′ 49″ O | Wohnhaus           |                             | 34088793 | BW             |
| Klosterhof 52° 5′ 52″ N, 10° 33′ 49″ O    | Gartenhaus         |                             | 34089111 | BW             |
| Klosterhof 52° 5′ 56″ N, 10° 34′ 3″ O     | Parkgelände        |                             | 34088912 | BW             |

### Gruppe: Hinter dem Kloster 7, 8
Die Gruppe „Hinter dem Kloster 7, 8“ hat die ID 33966751.

| Lage                                             | Bezeichnung | Beschreibung | ID       | Bild |
| ------------------------------------------------ | ----------- | ------------ | -------- | ---- |
| Hinter dem Kloster 7 52° 5′ 59″ N, 10° 33′ 53″ O | Wohnhaus    |              | 34088817 | BW   |
| Hinter dem Kloster 8 52° 5′ 59″ N, 10° 33′ 54″ O | Wohnhaus    |              | 34088841 | BW   |

### Einzelbaudenkmale
| Lage                                             | Bezeichnung              | Beschreibung                     | ID       | Bild           |
| ------------------------------------------------ | ------------------------ | -------------------------------- | -------- | -------------- |
| Alte Dorfstraße 10 52° 5′ 34″ N, 10° 33′ 50″ O   | Kirche                   | Kirche St. Bartholomäus Dorstadt | 34088746 | Weitere Bilder |
| Alte Dorfstraße 1 52° 5′ 42″ N, 10° 33′ 46″ O    | Wohnhaus                 |                                  | 34088721 | BW             |
| Harzstraße 10 52° 6′ 0″ N, 10° 33′ 49″ O         | Wohn-/Wirtschaftsgebäude |                                  | 34088768 | BW             |
| Hinter dem Kloster 33 52° 5′ 58″ N, 10° 34′ 4″ O | Doppelwohnhaus           |                                  | 34088865 | BW             |